# Futurum (hudební skupina)
Futurum je brněnská rocková skupina působící v 80. letech 20. století. Obnovena byla roku 2005 a od té doby příležitostně vystupuje. Hlavní postavou v kapele je klávesista a zpěvák Roman Dragoun.

## Historie skupiny
Futurum založili v roce 1983 dva spoluhráči z jiné brněnské skupiny Progres 2, kytarista Miloš Morávek a klávesista Roman Dragoun. Původně se mělo jednat o „vedlejší projekt“, neboť měli napsané skladby, které se nehodily do repertoáru Progres 2. Nakonec ale tuto skupinu zcela opustili, neboť nebyli spokojeni s hranými skladbami, které v té době tvořily rozsáhlé kompozice ovlivněné Pink Floyd. K těmto dvěma muzikantům se přidal ještě kytarista Emil Kopřiva ze Synkop a bubeník Jan Seidl (např. skupina Pumpa), Dragounův kamarád z dětství. Kapela začala vytvářet další skladby ovlivněné skupinami King Crimson, Talking Heads či UK a první koncertní vystoupení odehrála začátkem roku 1984. Šlo o nový program, jehož většina skladeb byla složena Romanem Dragounem. Na koncertním provedení, jež mělo premiéru v Kulturním domě v Brně-Žabovřeskách, pracoval scénograf Vladimír Ambroz, autor loga skupiny a pozdějších obalů desek. Miloš Morávek jako jeden z prvních v Československu používal kytarový syntezátor, Dragoun a Kopřiva byli multiinstrumentalisté. Kopřiva totiž kromě kytary hrál i na baskytaru, Dragoun klávesy střídal rovněž s baskytarou a příležitostně i s kytarou a perkusemi. V roce byla 1984 kromě dvou singlů nahrána a vydána i první deska Futura nazvaná Ostrov Země s texty básnířky Soni Smetanové.
Na konci roku 1984 přišel do skupiny baskytarista Lubomír Eremiáš (* 30. října 1954), v květnu 1985 saxofonista Leopold Dvořáček (* 15. dubna 1956), naopak v červenci téhož roku opustil Futurum kytarista Morávek. V této podobě skupina nahrála začátkem roku 1986 skladbu „Soumrak“ pro sampler Rockový maratón 2. O několik měsíců později vznikla také nahrávka druhého alba Futura, které následujícího roku vyšlo pod názvem Jedinečná šance. Následně ze skupiny odešel Dvořáček. Rok 1988 byl pro kapelu zlomový. Nejprve nahradil Eremiáše na postu baskytaristy Pavel Pelc, přičemž již od roku 1987 vznikaly skladby pro chystané třetí album. Jenže přišel zvrat, Dragoun se Seidlem skupinu opustili a stali se členy pražských Stromboli, kde nahradili Vendulu Kašpárkovou a Klaudia Kryšpína, kteří emigrovali. Po odchodu těchto dvou hudebníků skupina ještě nějaký čas fungovala jako předkapela právě Stromboli, na podzim 1989 ale zanikla. Roku 1994 se skupina objevila na několika koncertech ve složení Roman Dragoun, Jan Seidl, Dirdové, Roman Pokorný, Miroslav Barabáš a Milan Krajíc.
Název Futurum se objevil také na dvou deskách. Poprvé v roce 1991 na eponymním albu Báry Basikové, kde jsou pod jménem Futurum u skladby „Víkend lvích vášní“ uvedeni Roman Dragoun a klávesista Vít Popp. Druhá zmínka je na Dragounově sólovém albu Stín mý krve (1995), na kterém je část doprovodných hudebníků (mj. i bubeník Jan Seidl či kytarista Roman Pokorný) prezentována jako Futurum.
V roce 2005 byla při příležitosti vydání reedice obou alb obnovena koncertní činnost Futura v původní sestavě. Na jaře 2008 byla skupina doplněna o baskytaristu Jakuba Michálka.

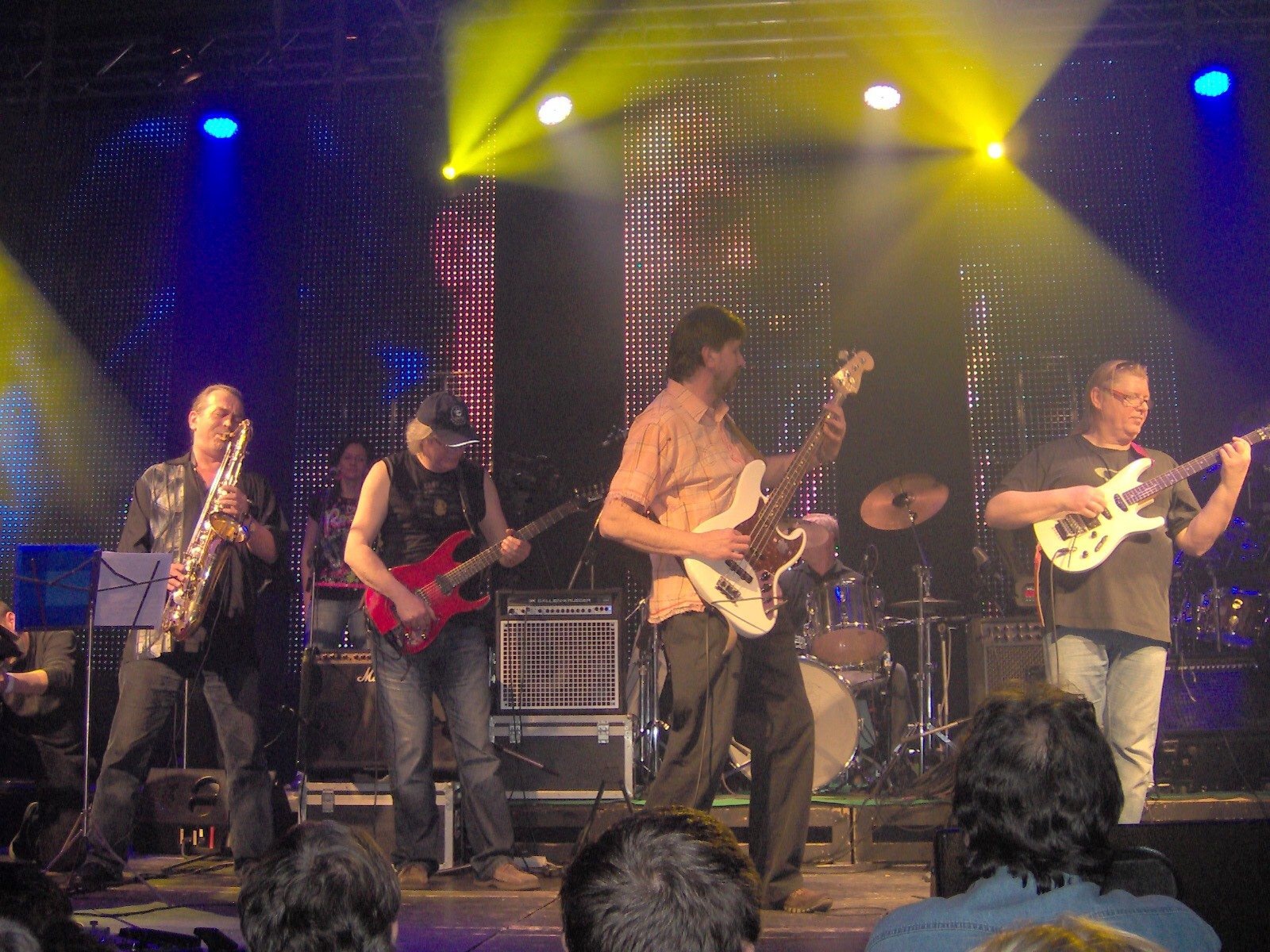
Výročního koncertu Futura v roce 2009 se zúčastnili i bývalí členové skupiny: Leopold Dvořáček (vlevo) a Lubomír Eremiáš (uprostřed)

Ve dnech 29. a 30. března 2009 uspořádalo Futurum dvojkoncert k 25 let od založení kapely (opožděně, neboť 25. výročí bylo v roce 2008), na kterém se představili všichni hudebníci, kteří skupinou prošli, doplněni o vokalistky a dechovou sekci. Z této akce byl pořízen zvukový i obrazový záznam, přičemž v prosinci 2009 vyšlo koncertní album 25. narozeniny i stejnojmenné DVD.
V polovině roku 2021 nahradil Miloše Morávka kytarista Jarek Malý.

## Diskografie

### Studiová alba
- Ostrov Země (1984)
- Jedinečná šance (1987)

### Ostatní alba
- Ostrov Země/Jedinečná šance (2005) – kompilační dvojalbum
- 25. narozeniny (2009) – koncertní dvojalbum
- 25. narozeniny (2009) – koncertní DVD

### Singly
- 1984 – „Juliet“
- 1984 – „Superměsto“
- 1987 – „Jedinečná šance“

## Členové skupiny
| 1983–1984 | 1985–1987(?) | 1987(?)–1988 |
| --- | --- | --- |
| - Miloš Morávek – kytara - Emil Kopřiva – kytara, baskytara - Roman Dragoun – klávesy, zpěv - Jan Seidl – bicí | - Emil Kopřiva – kytara - Lubomír Eremiáš – baskytara - Roman Dragoun – klávesy, zpěv - Leopold Dvořáček – saxofon - Jan Seidl – bicí | - Emil Kopřiva – kytara - Lubomír Eremiáš – baskytara - Roman Dragoun – klávesy, zpěv - Jan Seidl – bicí                                                        |
| 1988 | 1988–1989 | 1994 |
| - Emil Kopřiva – kytara - Pavel Pelc – baskytara - Roman Dragoun – klávesy, zpěv - Jan Seidl – bicí            | - Emil Kopřiva – kytara - Pavel Pelc – baskytara                                                                                      | - Roman Pokorný – kytara - Dirdové – baskytara, klávesy - Roman Dragoun – klávesy, zpěv - Miroslav Barabáš – trubka - Milan Krajíc – saxofon - Jan Seidl – bicí |
| 2005–2008 | 2008–2021 | od 2021 |
| - Miloš Morávek – kytara - Emil Kopřiva – kytara, baskytara - Roman Dragoun – klávesy, zpěv - Jan Seidl – bicí | - Miloš Morávek – kytara - Emil Kopřiva – kytara - Jakub Michálek – baskytara - Roman Dragoun – klávesy, zpěv - Jan Seidl – bicí      | - Jarek Malý – kytara - Emil Kopřiva – kytara - Jakub Michálek – baskytara - Roman Dragoun – klávesy, zpěv - Jan Seidl – bicí                                   |